# Jean-Pierre Cuq
Pour les articles homonymes, voir Cuq.
Jean-Pierre Cuq est un linguiste et didacticien français. Il est professeur des universités (didactique du français langue étrangère et seconde) à l'Université de Nice après avoir été en poste notamment à l'Université de Provence et à Grenoble.
Il a été président de l'Association des directeurs des centres universitaires d'enseignement du français aux étrangers (ADCUEF) et de l'Association de didactique du français langue étrangère (ASDIFLE) ; il est de 2008 à 2016 président de la Fédération internationale des professeurs de français (FIPF) dont il était vice-président depuis 2004.

## Biographie
Jean-Pierre Cuq commence sa carrière comme instituteur et professeur de collège tout en préparant une licence puis un CAPES de lettres classiques. Il travaille ensuite à Meknès, au Maroc, où il fait de la formation d'enseignants. Il passe ensuite une agrégation de grammaire et un doctorat en sciences du langage.
Il travaille ensuite à l'ENS de Sousse, en Tunisie avant de venir au BELC puis d'être nommé maître de conférences puis professeur à l'Université Stendhal-Grenoble 3. Il y dirige le CUEF pendant 6 ans, et l’UFR de sciences du langage.
Il est ensuite professeur à l'Université de Provence et à l'Université de Nice.

## Domaines de recherche et d'enseignement
Sa formation de grammairien et ses expériences dans l’enseignement primaire et secondaire, mais surtout ses séjours au Maroc et en Tunisie ont orienté ses recherches vers les questions touchant à l’enseignement de la langue française aux étrangers (didactique du FLE et du FLS).  Dans son ouvrage de 1991, il synthétise le concept de français langue seconde puis propose (1996) une définition didactique du concept de grammaire. Reliant constamment ses recherches en didactique du français langue étrangère à la formation des enseignants, il publie en 2002, en collaboration avec Isabelle Gruca un Cours de didactique du français langue étrangère et seconde et dirige en 2003 le Dictionnaire de didactique du français langue étrangère et seconde de l’ASDIFLE. Ses travaux (plus d’une centaine de publications et de conférences) s’inscrivent dans des sciences du langage d’inspiration sociolinguistique mais sont aussi alimentés par les sciences de l’éducation. Ils touchent aussi bien à la politique linguistique qu’à l’interculturel, à la comparaison en didactique et aux rapports qu’entretiennent les concepts didactiques et la formation des enseignants. Conscient que l’histoire de la diffusion du français dans le monde ne fait pas de cette langue la propriété légitime de ses seuls locuteurs de langue maternelle, mais aussi celle des locuteurs de langue seconde et de langue étrangère, il publie en 2021, avec Fatima Chnane-Davin, un ouvrage sur l’enseignement de la francophonie (enseigner la francophonie. Principes et usages).

## Décorations
- Officier de l'ordre des Palmes académiques (Il est promu au grade d’officier le 29 aout 2011) [réf. nécessaire][3]
- Chevalier de l'ordre national du Mérite Il est fait chevalier le 14 mai 2013[4].
- Officier de l'ordre des Arts et des Lettres Il est promu au grade d’officier le 13 septembre 2016[5].